# Wieża Mikołaja w Görlitz

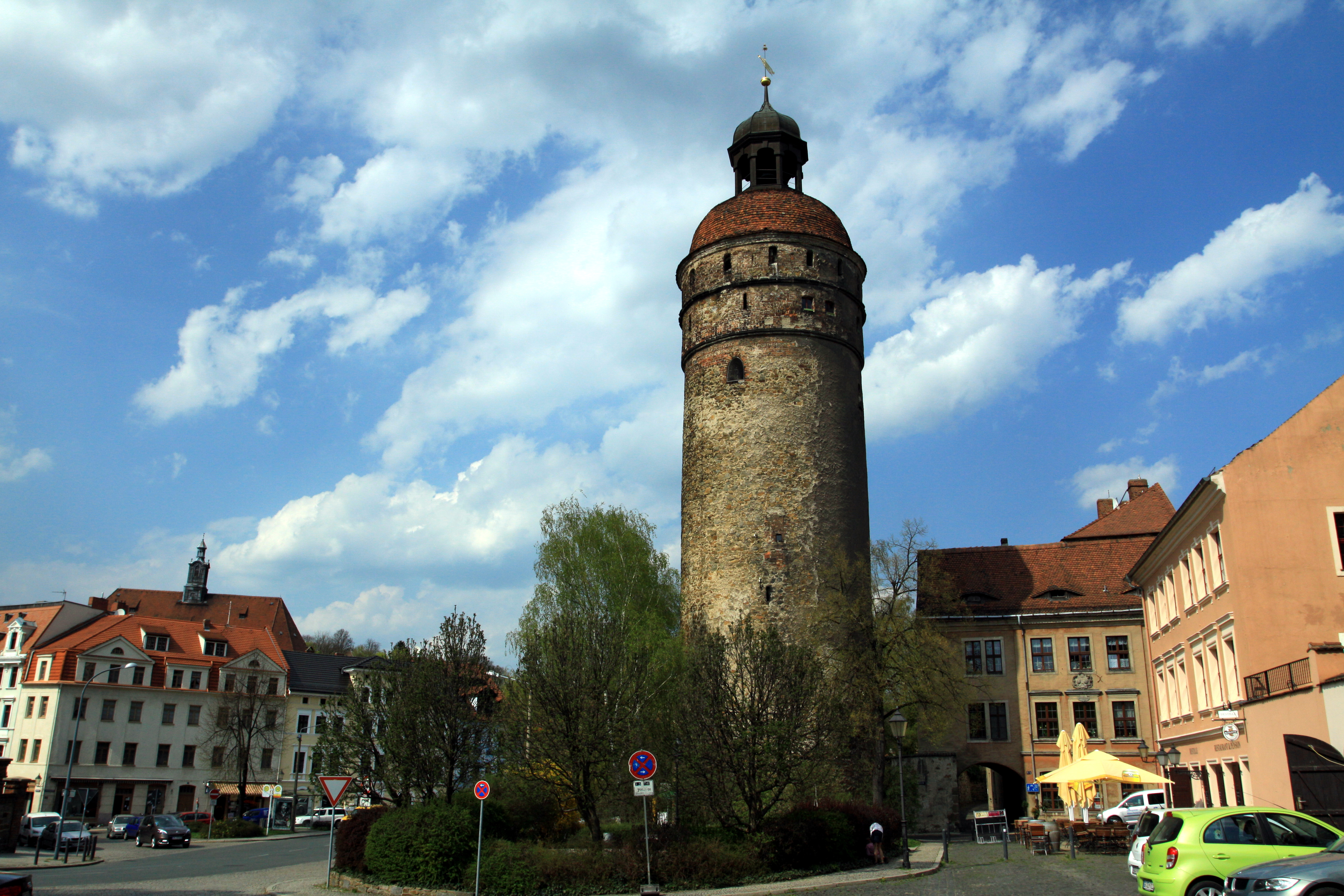
Wieża Mikołaja w Görlitz

Wieża Mikołaja (niem. Nikolaiturm) – jedna z pierwotnych czterech wież obronnych wchodząca w skład dawnych fortyfikacji miejskich w Görlitz.

## Historia i architektura
Wieżę Mikołajską (Nikolaiturm), wymieniono po raz pierwszy w dokumentach źródłowych w 1348 r. Jest zbliżona kształtem do wieży NMP, przy czym jej mury u podstawy mają nieco mniej, bo 2,86 metra. Sklepiona jest barokowym hełmem z galeryjką wspartą na ośmiu kolumienkach, który zastąpił dawny, spiczasty hełm gotycki. Sama Brama Mikołajska podzieliła los pozostałych wrót miejskich i została rozebrana w pierwszej poł. XIX wieku, około roku 1848. Składał się na nią masywny budynek wartowniczy oraz drewniany, a następnie kamienny most przez fosę. W 1399 r. wieża i brama zostały wyremontowane, przy czym spłonęły, co powtórzyło się w 1642 oraz 1717 roku. W 1586 piorun zabił pełniącego dyżur na wieży wartownika. Na wiszącej obecnie na szczycie iglicy metalowej chorągiewce umieszczono dwie daty: 1518 i 1669 (zapewne daty renowacji wieży). Na bramie namalowana była do 1747 roku twarz Chrystusa w koronie cierniowej oraz scena z Drogi Krzyżowej. Wiązało się to z przechodzącymi tędy pielgrzymami, podążającymi do Grobu Pańskiego i na cmentarz św. Mikołaja.